# Кука (Вишеград)
Кука је насељено мјесто у општини Вишеград, Република Српска, БиХ. Према попису становништва из 1991. у насељу је живјело 65 становника.

## Географија
Кука се налази на обронцима планине Јањац, на око 750 m надморске висине. Потпуно је спаљено 7. јуна 1992.

## Становништво
Према попису становништва из 1991. године, мјесто је имало 65 становника. Сви становници су били Муслимани.
| Демографија | Демографија | Демографија |
| Година      | Становника  | Становника  |
| ----------- | ----------- | ----------- |
| 1961.       | 121         |             |
| 1971.       | 107         |             |
| 1981.       | 89          |             |
| 1991.       | 65          |             |